# Gordiammina
Gordiammina es un género de foraminífero bentónico considerado un sinónimo posterior de Glomospira de la subfamilia Usbekistaniinae, de la familia Ammodiscidae, de la superfamilia Ammodiscoidea, del suborden Ammodiscina y del orden Astrorhizida. Su especie-tipo era Trochammina squamata var. gordialis. Su rango cronoestratigráfico abarcaba desde el Carbonífero hasta la Actualidad.

## Discusión
Clasificaciones previas incluían Gordiammina en la subfamilia Ammovertellininae, así como en el suborden Textulariina del orden Textulariida.

## Clasificación
Gordiammina incluía a las siguientes especies:
- Gordiammina charoides, aceptado como Usbekistania charoides
- Gordiammina gordialis, aceptado como Glomospira gordialis
- Gordiammina patelliformis